# Batalha da Colina da Munição
Colina da Munição(em hebraico:  גבעת התחמושת, Giv em HaTahmoshet) era um entreposto militar fortificado da Jordânia na parte norte da Jerusalém Oriental (ocupada pela Jordânia) e na encosta ocidental do Monte Scopus. Foi o local de uma das batalhas mais sangrentas da Guerra dos Seis Dias. Colina da Munição hoje é um memorial nacional.

## Contexto histórico
AColina da Munição era localizada a oeste de uma academia de polícia, com uma trincheira fortificada conectando-os. O local foi construído pelos ingleses durante o Mandato Britânico, nos década de 1930, para armazenar a munição da academia de polícia. A Legião Árabe Jordaniana conquistou a Colina durante o Árabe–Israelense de 1948 Guerra, cortando a ligação entre o Monte Scopus e Jerusalém Ocidental. Na sequência do acordo de Armistício de 1949, Israel manteve um enclave em partes do Monte Scopus em territórios controlados pela Jordânia, com os Jordanianos, bloqueando o acesso ao Hosptial Hadassah e ao campus da Universidade hebraica de Jerusalém.
O entreposto consistia de dezenas de bunkers construídos ao longo dos três sistemas principais de trincheira ao redor da colina, com posições de artilharia e meltralhadoras fortificadas cobrindo cada trincheira. Os alojamentos para os defensores (Jordânia) da colina, estavam em um grande bunker subterrâneo. Durante a Guerra dos Seis Dias, o entreposto foi defendido por uma companhia reforçada Jordaniana, contando com 150 soldados do Regimento El-Hussein (número 2).

## Batalha

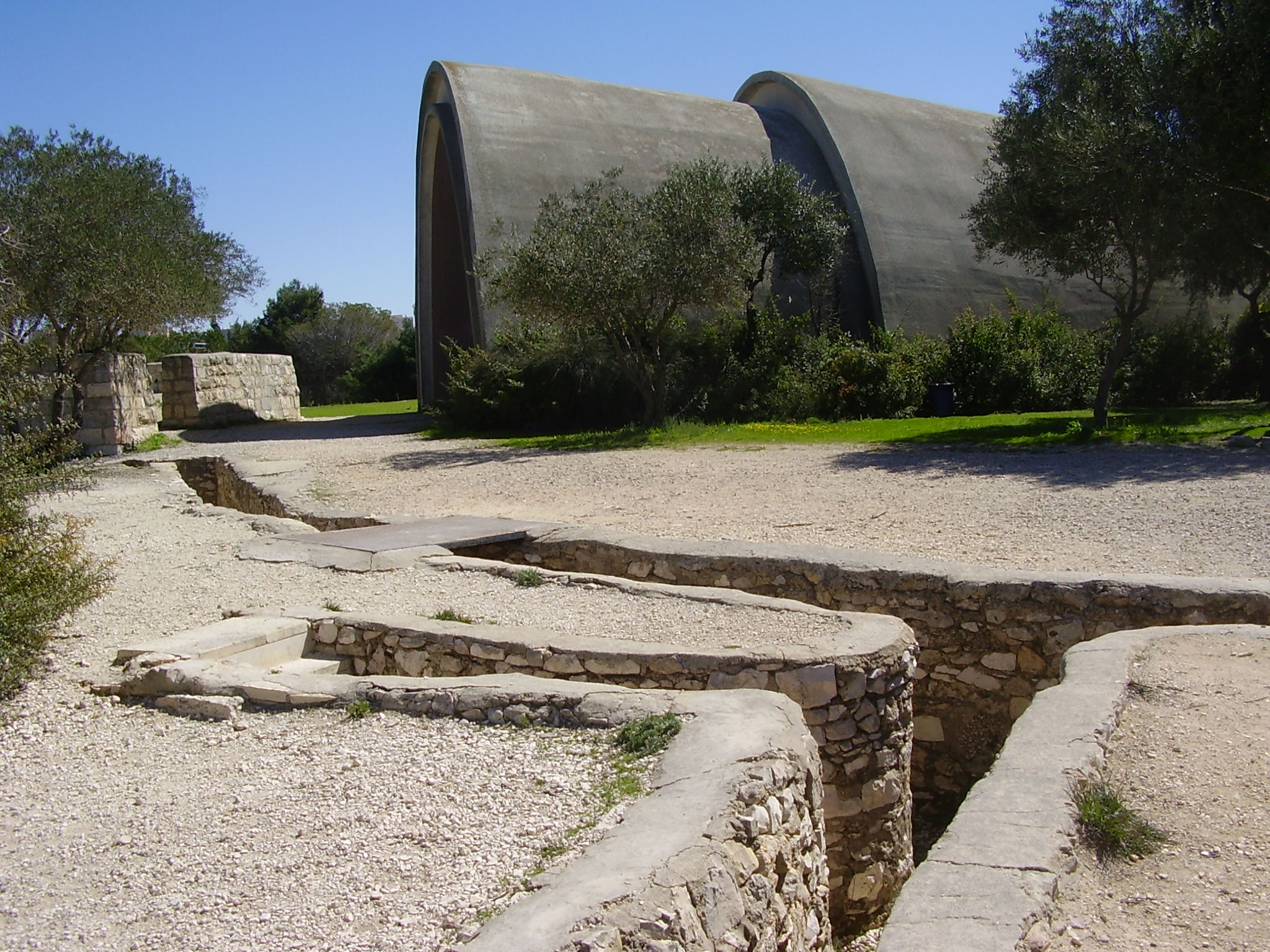
Bunkers e trincheiras na Colina da Munição.

A decisão foi tomada pelo Comando Israelense de Jerusalém, sob o General Uzi Narkis, o qual abriu mão de um ataque aéreo sobre a colina, devido a sua proximidade com áreas civis. Em seu lugar, uma barragem de artilharia foi focada no entreposto policial, seguida por um ataque terrestre usando uma companhia de para-quedistas.
O tamanho das forças de ataque Israelense foi baseada em informação incorreta provida pela inteligência, que detalhou comoa colina sendo defendida por um único pelotão. Quando o assalto no solo começou, foi descoberto que a academia de polícia estava vazia,pois as tropas Jordanianas haviam se refugiado da barragem no sistema de bunker na colina, aumentando assim a força de defesa para um tamanho igual à força de assalto, em vez de 1/3 do seu tamanho, como havia sido antecipado pelo Comando Central Israelense.
Os combates na academia de polícia e Colina da Munição começaram em 6 de junho de 1967, às 2:30 da manhã. A tarefa de capturar o morro foi dado para a 3ª companhia do 66ª Batalhão, das forças de reserva da brigada de para-quedistas (55ª Brigada), e durante a batalha, uma força de 2ª a companhia aderiu à luta. A batalha terminou em 6:30 da manhã, apesar disso as tropas Israelenses permaneceram nas trincheiras devido ao fogo dos franco-atiradores vindos de Givat HaMivtar, até que a Brigada Harel invadiu a tarde o posto avançado. Trinta e seis soldados Israelenses e 71 Jordanianos foram mortos no combate.
Dez dos soldados que lutaram na batalha foram laureados com citações do Chefe de estado maior Israelense. O comandante da Brigada de pára-quedistas foi Mordechai Gur. O comandante da 66ª Batalhão foi Yossi Yafe.

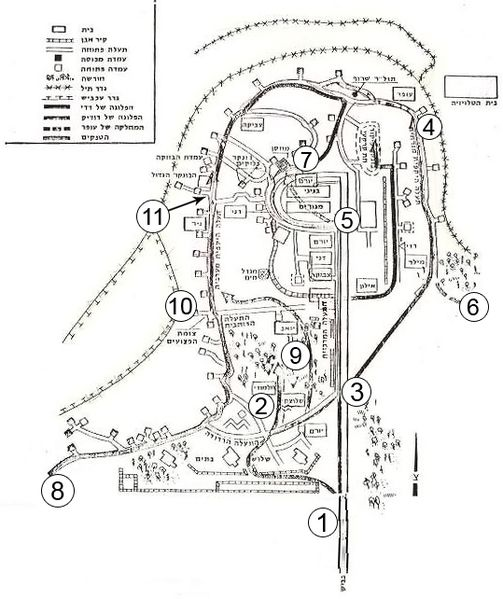
Mapa de batalha.

## Memorial

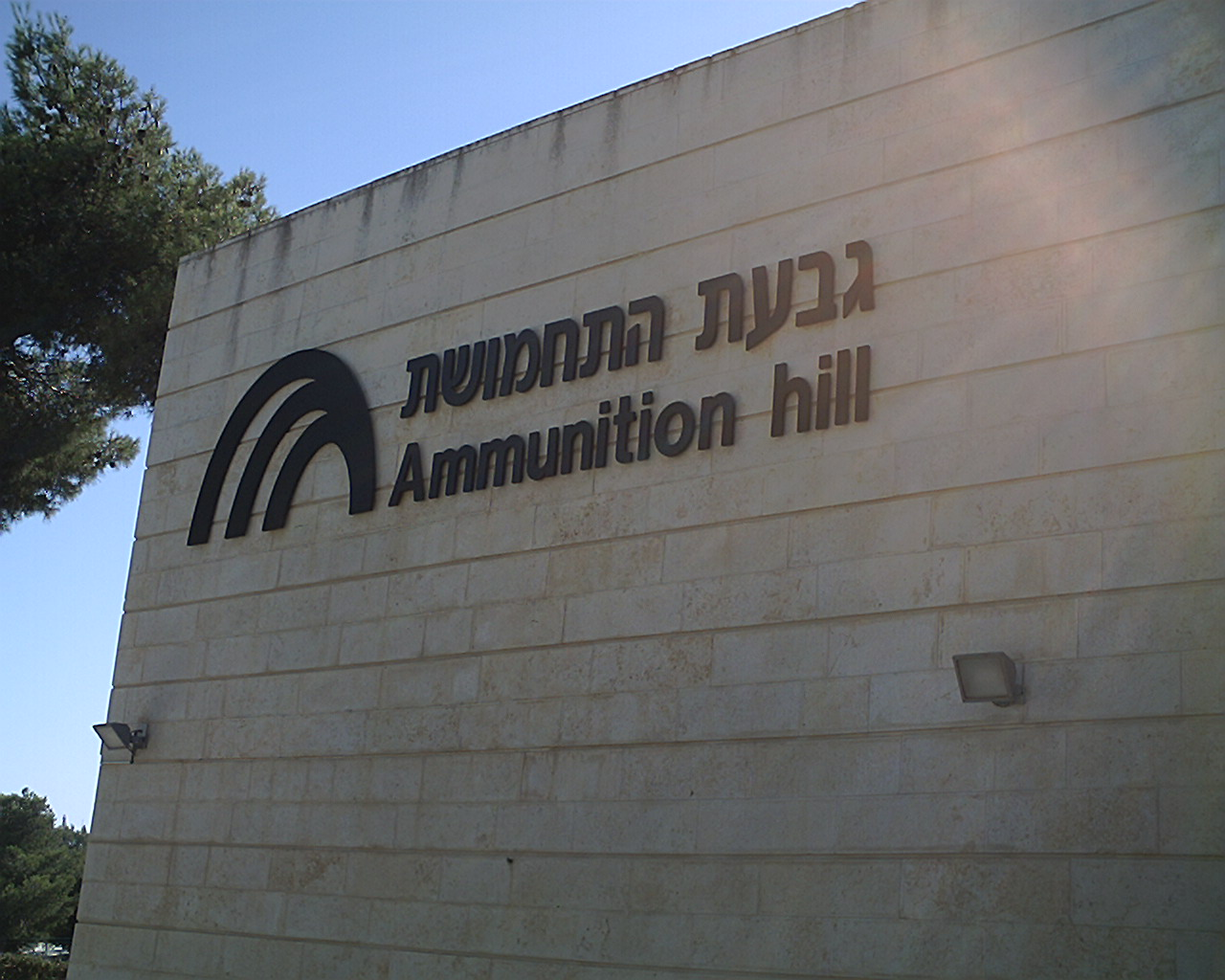
Entrada para o museu da Colina da Munição.

Em 1975, um memorial e museu foram inaugurados na colina, preservando parte entreposto antigo, e abrindo um museu no bunker. Além de terem sido plantadas 182 oliveiras homenagiando os 182 soldados Israelenses que morreram durante a Guerra dos Seis Dias. Em 1987, o sitio foi declarado memorial nacional. A principal cerimônia durante Yom Yerushalayim (Jerusalém Dia) na colina da munição.
Um número estimado de 200.000 visitantes visitam as instalações a cada ano, incluindo os 80.000 soldados. A Colina da Munição é também o principal centro de introdução para os pára-quedistas das FDI.